# Cadernos de Etnolingüística
Cadernos de Etnolingüística es una revista brasileña especializada que publica trabajos pertenecientes al campo de las ciencias del lenguaje y las lenguas indígenas sudamericanas. Creada en 2009, tiene un formato electrónico y es publicada por la Biblioteca Digital Curt Nimuendajú.
En sus números se publican artículos, reseñas, notas (squibs), notas cortas y documentos inéditos.
También cuenta con una serie especial, llamada Série monografias, que se publica en números independientes. En ella son publicados trabajos con una extensión superior a la de un artículo, como por ejemplo diccionarios, escritos antiguos y otros textos. Cada número de la Série monografias cuenta con su propio ISBN.

## Periodicidad y proceso de edición
Los Cadernos de Etnolingüística tienen una periodicidad irregular, que oscila entre los números anuales y los semestrales.
Respecto al flujo editorial, cuenta con un consejo editorial y con evaluadores ad-hoc que se encargan de la evaluación por pares.

## Editores
Los editores de la revista:
2020-presente (2023)
- Flávia de Castro Alves (Universidad de Brasilia, Brasil)
- Lev Michael (Universidad de California en Berkeley, EE. UU.)
- Roberto Zariquiey (Pontificia Universidad Católica del Perú, Perú)

## Indexación
Los artículos publicados en la revista son indexados en el Directory of Open Access Journals (DOAJ).